# Arábia Saudita nos Jogos Olímpicos de Verão de 2008
A Arábia Saudita competiu nos Jogos Olímpicos de Verão de 2008, em Pequim, na China.
Assim como em anos anteriores, a Arábia Saudita não enviou mulheres para competirem em Pequim, sendo um dos poucos países que não envia mulheres aos jogos. O Comitê Olímpico Internacional estuda pressionar o Comitê Olímpico Saudita a enviar mulheres para competir nos Jogos Olímpicos de Verão de 2012.

## Desempenho

### Atletismo
| Atleta                       | Prova                           | Elim.    | Elim. | Semifinal   | Semifinal   | Final       | Final       |
| Atleta                       | Prova                           | Res.     | Pos.  | Res.        | Pos.        | Res.        | Pos.        |
| ---------------------------- | ------------------------------- | -------- | ----- | ----------- | ----------- | ----------- | ----------- |
| Mohammed Al-Salhi            | 800 m masculino                 | 1:47.02  | 24 Q  | 1:47.14     | 19          | Não avançou | Não avançou |
| Mohammed Othman Shaween      | 1500 m masculino                | 3:45.82  | 44    | Não avançou | Não avançou | Não avançou | Não avançou |
| Moukheld Al-Outaibi          | 5000 m masculino                | 13:47.00 | 18    |             |             | Não avançou | Não avançou |
| Ali Ahmad Al-Amri            | 3000 m com obstáculos masculino | 9:09.73  | 38    |             |             | Não avançou | Não avançou |
| Mohammed Salman Al Khuwaildi | Salto em distância masculino    | 7.93     | 14    |             |             | Não avançou | Não avançou |
| Hussein Taher Al-Sabee       | Salto em distância masculino    | 8.04     | 8 q   |             |             | 7.80        | 11          |
| Sultan Abdulmajeed Alhebshi  | Arremesso de peso masculino     | 19.51    | 27    |             |             | Não avançou | Não avançou |
| Sultan Mubarak Al-Dawoodi    | Arremesso de disco masculino    | 56.29    | 34    |             |             | Não avançou | Não avançou |

### Halterofilismo
| Atleta               | Prova            | Arranque | Arranque | Arremesso | Arremesso | Total | Pos. |
| Atleta               | Prova            | Res.     | Pos.     | Res.      | Pos.      | Total | Pos. |
| -------------------- | ---------------- | -------- | -------- | --------- | --------- | ----- | ---- |
| Ali Hussein Aldhilab | -69 kg masculino | DNS      | DNS      | DNS       | DNS       | DNS   | DNS  |

### Hipismo
Saltos
| Atleta            | Cavalo      | Prova      | Fase 1 | Fase 1 | Fase 2 | Fase 2 | Fase 2 | Fase 3      | Fase 3      | Fase 3      | Final       | Final       | Final       | Final       | Final       | Final       |
| Atleta            | Cavalo      | Prova      | Fase 1 | Fase 1 | Fase 2 | Fase 2 | Fase 2 | Fase 3      | Fase 3      | Fase 3      | Fase A      | Fase A      | Fase B      | Fase B      | Total       | Total       |
| Atleta            | Cavalo      | Prova      | Pen.   | Pos.   | Pen.   | Total  | Pos.   | Pen.        | Total       | Pos.        | Pen.        | Pos.        | Pen.        | Pos.        | Pen.        | Pos.        |
| ----------------- | ----------- | ---------- | ------ | ------ | ------ | ------ | ------ | ----------- | ----------- | ----------- | ----------- | ----------- | ----------- | ----------- | ----------- | ----------- |
| Ramzy Al Duhami   | Allah Jabek | Individual | 2      | 28     | 4      | 7      | 15     | 8           | 16          | 18          | 8           | 23          | Não avançou | Não avançou | Não avançou | Não avançou |
| Abdullah Al Saud  | Obelix      | Individual | 10     | 56     | 28     | 40     | 60     | Não avançou | Não avançou | Não avançou | Não avançou | Não avançou | Não avançou | Não avançou | Não avançou | Não avançou |
| Faisal Al Shaalan | Wido        | Individual | 11     | 61     | 16     | 29     | 58     | Não avançou | Não avançou | Não avançou | Não avançou | Não avançou | Não avançou | Não avançou | Não avançou | Não avançou |
| Kamal Bahamdan    | Rivaal      | Individual | 11     | 61     | 12     | 26     | 54     | Não avançou | Não avançou | Não avançou | Não avançou | Não avançou | Não avançou | Não avançou | Não avançou | Não avançou |

| Atleta                                                            | Cavalo                         | Prova   | Fase 1     | Fase 1 | Fase 2      | Fase 2      | Fase 2      |
| Atleta                                                            | Cavalo                         | Prova   | Pen.       | Pos.   | Pen.        | Total Pen.  | Pos.        |
| ----------------------------------------------------------------- | ------------------------------ | ------- | ---------- | ------ | ----------- | ----------- | ----------- |
| Ramzy Al Duhami Abdullah Al Saud Faisal Al Shaalan Kamal Bahamdan | Allah Jabek Obelix Wido Rivaal | Equipes | 18 15 30 5 | 13     | Não avançou | Não avançou | Não avançou |

### Natação
| Atleta                     | Prova                     | Elim. | Elim. | Semifinal   | Semifinal   | Final       | Final       |
| Atleta                     | Prova                     | Res.  | Pos.  | Res.        | Pos.        | Res.        | Pos.        |
| -------------------------- | ------------------------- | ----- | ----- | ----------- | ----------- | ----------- | ----------- |
| Bader Abdulrahman Almuhana | 100 m borboleta masculino | 55.59 | 61    | Não avançou | Não avançou | Não avançou | Não avançou |

### Tiro
| Atleta           | Prova           | Qual.  | Qual. | Final       | Final       | Pos.        |
| Atleta           | Prova           | Escore | Pos.  | Escore      | Pos.        | Pos.        |
| ---------------- | --------------- | ------ | ----- | ----------- | ----------- | ----------- |
| Saied Al-Mutairi | Skeet masculino | 104    | 39    | Não avançou | Não avançou | Não avançou |

Legenda
| Recorde mundial      | Recorde mundial (World record)               |                       | Recorde africano                      | Recorde africano (African) |                                           | Q | Classificado por posição (Qualified) |
| Recorde olímpico     | Recorde olímpico (Olympic record)            | Recorde da América    | Recorde da América (Americas)         | q                          | Classificado por melhor tempo (Qualified) |   |                                      |
| Melhor marca do ano  | Melhor marca do ano (World leading)          | Recorde asiático      | Recorde asiático (Asian)              | DNS                        | Não largou (Did not start)                |   |                                      |
| Recorde nacional     | Recorde nacional (National record)           | Recorde europeu       | Recorde europeu (European)            | DNF                        | Não terminou (Did not finish)             |   |                                      |
| Recorde pessoal      | Recorde pessoal do atleta (Personal best)    | Recorde da Oceania    | Recorde da Oceania (Oceania)          | DSQ / DQ                   | Desclassificado (Disqualified)            |   |                                      |
| Recorde da temporada | Recorde da temporada do atleta (Season best) | Recorde sul-americano | Recorde sul-americano (South America) | NM                         | Sem marca (No mark)                       |   |                                      |